# Sophie Østergaard
Marie Sophie Arnoldine Østergaard, född 8 mars 1810 i Köpenhamn, död där 28 mars 1866, var en dansk operasångare (sopran). 
Hon var internationellt berömd och engagerad vid den kejserliga ryska operan. Hon debuterade som konsertsångare 1833, och gjorde sedan flera turnéer i Europa. Hon var engagerad vid Kejserliga Italienska Operan i Moskva 1843–1855. Hon levde sedan på en rysk pension i Danmark. 